# Бояркинский сельский округ
Бояркинский сельский округ — упразднённая административно-территориальная единица, существовавшая на территории Озёрского района Московской области в 1994—2006 годах.
Бояркинский сельсовет был образован в первые годы советской власти. По данным 1922 года он входил в состав Бояркинской волости Коломенского уезда Московской губернии.
В 1926 году Бояркинский с/с включал село Бояркино и деревню Сенцово.
В 1929 году Бояркинский сельсовет вошёл в состав Озёрского района Коломенского округа Московской области.
17 июля 1939 года к Бояркинскому с/с было присоединено селение Холмы упразднённого Марковского с/с, а также Больше-Уваровский (селения Большое Уварово и совхоз «Озёры») и Якшинский (селение Якшино) с/с.
В начале 1950-х годов в Бояркинский с/с были переданы селения Рудаково и Стояньево Мощаницкого с/с, а также Гомзяково и Кобяково Ледовского с/с.
22 июня 1954 года из Бояркинского с/с в Боково-Акуловский сельсовет были переданы селения Гомзяково, Доношово, Кобяково, Рудаково, Стояньево и Якшино.
3 июня 1959 года Озёрский район был упразднён и Бояркинский с/с был передан в Коломенский район.
20 августа 1960 года из упразднённого Боково-Акуловского с/с в Бояркинский были переданы селения Доношово, Рудаково и Якшино.
28 ноября 1960 года из Горского с/с в Бояркинский был передан жилой посёлок в/ч № 3121.
1 февраля 1963 года Коломенский район был упразднён и Бояркинский с/с вошёл в Коломенский сельский район. 11 января 1965 года Бояркинский с/с был возвращён в восстановленный Коломенский район.
13 мая 1969 года Бояркинский с/с был передан в восстановленный Озёрский район.
7 августа 1970 года из Гололобовского с/с Коломенского района в Бояркинский с/с были переданы селения Бардино, Боково-Акулово, Лёдово, Найдено, Сафонтьево и Чиликино.
23 июня 1988 года в Бояркинском с/с были упразднены деревня Сафонтьево и посёлок Уваровский Большой.
3 февраля 1994 года Бояркинский с/с был преобразован в Бояркинский сельский округ.
В ходе муниципальной реформы 2004—2005 годов Бояркинский сельский округ прекратил своё существование как муниципальная единица. При этом все его населённые пункты были переданы в сельское поселение Бояркинское.
29 ноября 2006 года Бояркинский сельский округ исключён из учётных данных административно-территориальных и территориальных единиц Московской области.